# Résultats détaillés des championnats du monde d'athlétisme 2001
Résultats détaillés des Championnats du monde d'athlétisme 2001 d'Edmonton.
| Courses : 100 m - 200 m - 400 m - 800 m - 1 500 m - 5 000 m - 10 000 m - Marathon Obstacles : 100 m haies - 110 m haies - 400 m haies - 3 000 m steeple Marche : 20 km - 50 km Sauts : Hauteur - Longueur - Triple saut - Perche Lancers : Javelot - Disque - Poids - Marteau Relais : 4 × 100 m - 4 × 400 m Épreuves combinées : Décathlon - Heptathlon Tableau des médailles - Lien externe |

## 100 m
| Rang | Pays                       | Athlète           | Temps   |
| ---- | -------------------------- | ----------------- | ------- |
| 1    | États-Unis                 | Maurice Greene    | 9 s 82  |
| 2    | États-Unis                 | Bernard Williams  | 9 s 94  |
| 3    | Trinité-et-Tobago          | Ato Boldon        | 9 s 98  |
| 4    | Royaume-Uni                | Dwain Chambers    | 9 s 99  |
| 5    | Saint-Christophe-et-Niévès | Kim Collins       | 10 s 07 |
| 6    | Royaume-Uni                | Christian Malcolm | 10 s 11 |
| 7    | Ghana                      | Aziz Zakari       | 10 s 24 |
| -    | États-Unis                 | Tim Montgomery    | DSQ     |

| Rang | Pays       | Athlète          | Temps   |
| ---- | ---------- | ---------------- | ------- |
| 1    | Ukraine    | Zhanna Block     | 10 s 82 |
| 2    | Grèce      | Ekateríni Thánou | 10 s 91 |
| 3    | Bahamas    | Chandra Sturrup  | 11 s 02 |
| 4    | États-Unis | Chryste Gaines   | 11 s 06 |
| 5    | Bahamas    | Debbie Ferguson  | 11 s 13 |
| 6    | Nigeria    | Mercy Nku        | 11 s 17 |
| -    | États-Unis | Kelli White      | DSQ     |
| -    | États-Unis | Marion Jones     | DSQ     |

## 200 m
| Rang | Pays                       | Athlète              | Temps        |
| ---- | -------------------------- | -------------------- | ------------ |
| 1    | Grèce                      | Konstadínos Kedéris  | 20 s 04      |
| 2    | Jamaïque                   | Christopher Williams | 20 s 20      |
| 3    | Saint-Christophe-et-Niévès | Kim Collins          | 20 s 20 (RN) |
| 3    | États-Unis                 | Shawn Crawford       | 20 s 20      |
| 5    | Royaume-Uni                | Christian Malcolm    | 20 s 22      |
| 6    | Maurice                    | Stéphane Buckland    | 20 s 24      |
| 7    | États-Unis                 | Kevin Little         | 20 s 25      |
| 8    | Royaume-Uni                | Marlon Devonish      | 20 s 38      |

| Rang | Pays         | Athlète            | Temps   |
| ---- | ------------ | ------------------ | ------- |
| 1    | Bahamas      | Debbie Ferguson    | 22 s 52 |
| 2    | États-Unis   | LaTasha Jenkins    | 22 s 85 |
| 3    | Îles Caïmans | Cydonie Mothersill | 22 s 88 |
| 4    | Jamaïque     | Juliet Campbell    | 22 s 99 |
| 5    | Slovénie     | Alenka Bikar       | 23 s 00 |
| 6    | Cameroun     | Myriam Léonie Mani | 23 s 15 |
| -    | États-Unis   | Kelli White        | DSQ     |
| -    | États-Unis   | Marion Jones       | DSQ     |

## 400 m
| Rang | Pays            | Athlète           | Temps   |
| ---- | --------------- | ----------------- | ------- |
| 1    | Bahamas         | Avard Moncur      | 44 s 64 |
| 2    | Allemagne       | Ingo Schultz      | 44 s 87 |
| 3    | Jamaïque        | Gregory Haughton  | 44 s 98 |
| 4    | États-Unis      | Antonio Pettigrew | 44 s 99 |
| 5    | Maurice         | Éric Milazar      | 45 s 13 |
| 6    | Arabie saoudite | Hamdan Al-Bishi   | 45 s 23 |
| 7    | Grenade         | Alleyne Francique | 46 s 23 |
| 8    | Pologne         | Robert Mackowiak  | DNF     |

| Rang | Pays      | Athlète          | Temps        |
| ---- | --------- | ---------------- | ------------ |
| 1    | Sénégal   | Amy Mbacke Thiam | 49 s 86 (RN) |
| 2    | Jamaïque  | Lorraine Fenton  | 49 s 88      |
| 3    | Mexique   | Ana Guevara      | 49 s 97      |
| 4    | Allemagne | Grit Breuer      | 50 s 49      |
| 5    | Tchad     | Kaltouma Nadjina | 50 s 80      |
| 6    | Russie    | Olesya Zykina    | 50 s 93      |
| 7    | Cameroun  | Mireille Nguimgo | 51 s 97      |
| 8    | Nigeria   | Falilat Ogunkoya | DNF          |

## 800 m
| Rang | Pays           | Athlète            | Temps         |
| ---- | -------------- | ------------------ | ------------- |
| 1    | Suisse         | André Bucher       | 1 min 43 s 70 |
| 2    | Kenya          | Wilfred Bungei     | 1 min 44 s 55 |
| 3    | Pologne        | Pawel Czapiewski   | 1 min 44 s 63 |
| 4    | Kenya          | William Yiampoy    | 1 min 44 s 96 |
| 5    | Allemagne      | Nils Schumann      | 1 min 45 s 00 |
| 6    | Afrique du Sud | Mbulaeni Mulaudzi  | 1 min 45 s 01 |
| 7    | Maroc          | Khalid Tighazouine | 1 min 45 s 58 |
| 8    | Afrique du Sud | Hezekiél Sepeng    | 1 min 46 s 68 |

| Rang | Pays        | Athlète          | Temps         |
| ---- | ----------- | ---------------- | ------------- |
| 1    | Mozambique  | Maria Mutola     | 1 min 57 s 17 |
| 2    | Autriche    | Stephanie Graf   | 1 min 57 s 20 |
| 3    | Suriname    | Letitia Vriesde  | 1 min 57 s 35 |
| 4    | Kenya       | Faith Macharia   | 1 min 58 s 98 |
| 5    | Canada      | Diane Cummins    | 1 min 59 s 49 |
| 6    | Royaume-Uni | Kelly Holmes     | 1 min 59 s 76 |
| 7    | Espagne     | Mayte Martínez   | 2 min 00 s 09 |
| 8    | Allemagne   | Ivonne Teichmann | 2 min 04 s 33 |

## 1 500 m
| Rang | Pays     | Athlète              | Temps         |
| ---- | -------- | -------------------- | ------------- |
| 1    | Maroc    | Hicham El Guerrouj   | 3 min 30 s 68 |
| 2    | Kenya    | Bernard Lagat        | 3 min 31 s 10 |
| 3    | France   | Driss Maazouzi       | 3 min 31 s 54 |
| 4    | Kenya    | William Chirchir     | 3 min 31 s 91 |
| 5    | Espagne  | Reyes Estévez        | 3 min 32 s 34 |
| 6    | Espagne  | José Antonio Redolat | 3 min 34 s 29 |
| 7    | Portugal | Rui Silva            | 3 min 35 s 74 |
| 8    | Maroc    | Abdelkader Hachlaf   | 3 min 36 s 54 |

| Rang | Pays        | Athlète           | Temps         |
| ---- | ----------- | ----------------- | ------------- |
| 1    | Roumanie    | Gabriela Szabo    | 4 min 00 s 57 |
| 2    | Roumanie    | Violeta Szekely   | 4 min 01 s 70 |
| 3    | Russie      | Natalya Gorelova  | 4 min 02 s 40 |
| 4    | Portugal    | Carla Sacramento  | 4 min 03 s 96 |
| 5    | Pologne     | Lidia Chojecka    | 4 min 06 s 70 |
| 6    | Espagne     | Natalia Rodríguez | 4 min 07 s 10 |
| 7    | Biélorussie | Alesya Turova     | 4 min 07 s 25 |
| 8    | Turquie     | Süreyya Ayhan     | 4 min 08 s 17 |

## 5 000 m
| Rang | Pays     | Athlète        | Temps          |
| ---- | -------- | -------------- | -------------- |
| 1    | Kenya    | Richard Limo   | 13 min 00 s 77 |
| 2    | Éthiopie | Millon Wolde   | 13 min 03 s 47 |
| 3    | Kenya    | John Kibowen   | 13 min 05 s 20 |
| 4    | Espagne  | Alberto García | 13 min 05 s 60 |
| 5    | France   | Ismaïl Sghyr   | 13 min 07 s 71 |
| 6    | Kenya    | Sammy Kipketer | 13 min 08 s 46 |
| 7    | Éthiopie | Abiyote Abate  | 13 min 14 s 07 |
| 8    | Éthiopie | Hailu Mekonnen | 13 min 20 s 24 |

| Rang | Pays      | Athlète             | Temps          |
| ---- | --------- | ------------------- | -------------- |
| 1    | Russie    | Olga Yegorova       | 15 min 03 s 39 |
| 2    | Espagne   | Marta Domínguez     | 15 min 06 s 59 |
| 3    | Éthiopie  | Ayelech Worku       | 15 min 10 s 17 |
| 4    | Chine     | Dong Yanmei         | 15 min 10 s 73 |
| 5    | Allemagne | Irina Mikitenko     | 15 min 13 s 93 |
| 6    | Russie    | Yelena Zadorozhnaya | 15 min 16 s 15 |
| 7    | Kenya     | Edith Masai         | 15 min 17 s 67 |
| 8    | Roumanie  | Gabriela Szabo      | 15 min 19 s 55 |

## 10 000 m
| Rang | Pays     | Athlète              | Temps          |
| ---- | -------- | -------------------- | -------------- |
| 1    | Kenya    | Charles Kamathi      | 27 min 53 s 25 |
| 2    | Éthiopie | Assefa Mezgebu       | 27 min 53 s 97 |
| 3    | Éthiopie | Haile Gebrselassie   | 27 min 54 s 41 |
| 4    | Éthiopie | Yibeltal Admassu     | 27 min 55 s 24 |
| 5    | Espagne  | Fabián Roncero       | 27 min 56 s 07 |
| 6    | Espagne  | José Rios            | 27 min 56 s 58 |
| 7    | Kenya    | Paul Kosgei          | 27 min 57 s 56 |
| 8    | Kenya    | John Cheruiyot Korir | 27 min 58 s 06 |

| Rang | Pays        | Athlète          | Temps          |
| ---- | ----------- | ---------------- | -------------- |
| 1    | Éthiopie    | Derartu Tulu     | 31 min 48 s 81 |
| 2    | Éthiopie    | Berhane Adere    | 31 min 48 s 85 |
| 3    | Éthiopie    | Gete Wami        | 31 min 49 s 98 |
| 4    | Royaume-Uni | Paula Radcliffe  | 31 min 50 s 06 |
| 5    | Roumanie    | Mihaela Botezan  | 32 min 03 s 46 |
| 6    | Russie      | Lyudmila Petrova | 32 min 04 s 94 |
| 7    | Maroc       | Asmae Leghzaoui  | 32 min 06 s 35 |
| 8    | France      | Yamna Belkacem   | 32 min 09 s 21 |

## Marathon
| Rang | Pays     | Athlète               | Temps           |
| ---- | -------- | --------------------- | --------------- |
| 1    | Éthiopie | Gezahegne Abera       | 2 h 12 min 42 s |
| 2    | Kenya    | Simon Biwott          | 2 h 12 min 43 s |
| 3    | Italie   | Stefano Baldini       | 2 h 13 min 18 s |
| 4    | Éthiopie | Tesfaye Tola          | 2 h 13 min 58 s |
| 5    | Japon    | Shigeru Aburaya       | 2 h 14 min 07 s |
| 6    | Maroc    | Abdelkader El Mouaziz | 2 h 15 min 41 s |
| 7    | Éthiopie | Tesfaye Jifar         | 2 h 16 min 52 s |
| 8    | Japon    | Yoshiteru Morishita   | 2 h 17 min 05 s |

| Rang | Pays      | Athlète             | Temps           |
| ---- | --------- | ------------------- | --------------- |
| 1    | Roumanie  | Lidia Simon         | 2 h 26 min 01 s |
| 2    | Japon     | Reiko Tosa          | 2 h 26 min 06 s |
| 3    | Russie    | Svetlana Zakharova  | 2 h 26 min 18 s |
| 4    | Japon     | Yoko Shibui         | 2 h 26 min 33 s |
| 5    | Allemagne | Sonja Krolik-Oberem | 2 h 28 min 17 s |
| 6    | Kenya     | Florence Barsosio   | 2 h 28 min 36 s |
| 7    | Éthiopie  | Shitaye Gemeche     | 2 h 28 min 40 s |
| 8    | Russie    | Lyubov Morgunova    | 2 h 28 min 54 s |

## 20 km marche
| Rang | Pays      | Athlète            | Temps           |
| ---- | --------- | ------------------ | --------------- |
| 1    | Russie    | Roman Rasskazov    | 1 h 20 min 31 s |
| 2    | Russie    | Ilya Markov        | 1 h 20 min 33 s |
| 3    | Russie    | Viktor Burayev     | 1 h 20 min 36 s |
| 4    | Australie | Nathan Deakes      | 1 h 20 min 55 s |
| 5    | Espagne   | David Márquez      | 1 h 21 min 09 s |
| 6    | Mexique   | Joel Sánchez       | 1 h 22 min 05 s |
| 7    | Japon     | Satoshi Yanagisawa | 1 h 22 min 11 s |
| 8    | Équateur  | Jefferson Pérez    | 1 h 22 min 20 s |

| Rang | Pays        | Athlète               | Temps                |
| ---- | ----------- | --------------------- | -------------------- |
| 1    | Russie      | Olimpiada Ivanova     | 1 h 27 min 48 s (RC) |
| 2    | Biélorussie | Valentina Tsybulskaya | 1 h 28 min 49 s      |
| 3    | Italie      | Elisabetta Perrone    | 1 h 28 min 56 s      |
| 4    | Italie      | Erica Alfridi         | 1 h 29 min 48 s      |
| 5    | Espagne     | María Vasco           | 1 h 30 min 19 s      |
| 6    | Roumanie    | Norica Cimpean        | 1 h 30 min 39 s      |
| 7    | Allemagne   | Melanie Seeger        | 1 h 30 min 41 s (RN) |
| 8    | Italie      | Annarita Sidoti       | 1 h 31 min 40 s      |

## 50 km marche
| Rang | Pays       | Athlète             | Temps           |
| ---- | ---------- | ------------------- | --------------- |
| 1    | Pologne    | Robert Korzeniowski | 3 h 42 min 08 s |
| 2    | Espagne    | Jesús Angel García  | 3 h 43 min 07 s |
| 3    | Mexique    | Edgar Hernandez     | 3 h 46 min 12 s |
| 4    | Lettonie   | Aigars Fadejevs     | 3 h 46 min 20 s |
| 5    | Russie     | Vladimir Potemin    | 3 h 46 min 53 s |
| 6    | Espagne    | Valentí Massana     | 3 h 48 min 28 s |
| 7    | États-Unis | Curt Clausen        | 3 h 50 min 46 s |
| 8    | Italie     | Marco Giungi        | 3 h 51 min 09 s |

## 110 m haies/100 m haies
| Rang | Pays           | Athlète            | Temps        |
| ---- | -------------- | ------------------ | ------------ |
| 1    | États-Unis     | Allen Johnson      | 13 s 04      |
| 2    | Cuba           | Anier Garcia       | 13 s 07      |
| 3    | Haïti          | Dudley Dorival     | 13 s 25 (RN) |
| 4    | Cuba           | Yoel Hernández     | 13 s 30      |
| 5    | Suède          | Robert Kronberg    | 13 s 51      |
| 6    | Russie         | Yevgeniy Pechonkin | 13 s 52      |
| 7    | États-Unis     | Dawane Wallace     | 13 s 76      |
| 8    | Afrique du Sud | Shaun Bownes       | 13 s 84      |

| Rang | Pays       | Athlète            | Temps   |
| ---- | ---------- | ------------------ | ------- |
| 1    | États-Unis | Anjanette Kirkland | 12 s 42 |
| 2    | États-Unis | Gail Devers        | 12 s 54 |
| 3    | Kazakhstan | Olga Shishigina    | 12 s 58 |
| 4    | Bulgarie   | Svetla Dimitrova   | 12 s 58 |
| 5    | États-Unis | Jenny Adams        | 12 s 63 |
| 6    | Jamaïque   | Dionne Rose-Henley | 12 s 79 |
| 7    | France     | Linda Ferga        | 12 s 80 |
| 8    | Jamaïque   | Vonette Dixon      | 13 s 02 |

## 400 m haies
| Rang | Pays                   | Athlète                 | Temps        |
| ---- | ---------------------- | ----------------------- | ------------ |
| 1    | République dominicaine | Felix Sánchez           | 47 s 49      |
| 2    | Italie                 | Fabrizio Mori           | 47 s 54 (RN) |
| 3    | Japon                  | Dai Tamesue             | 47 s 89 (RN) |
| 4    | Arabie saoudite        | Hadi Soua'an Al-Somaily | 47 s 99      |
| 5    | Royaume-Uni            | Christopher Rawlinson   | 48 s 54      |
| 6    | Pologne                | Pawel Januszewski       | 48 s 57      |
| 7    | Tchéquie               | Jiří Mužík              | 49 s 07      |
|      | Russie                 | Boris Gorban            | DSQ          |

| Rang | Pays       | Athlète             | Temps   |
| ---- | ---------- | ------------------- | ------- |
| 1    | Maroc      | Nezha Bidouane      | 53 s 34 |
| 2    | Russie     | Yuliya Pechonkina   | 54 s 27 |
| 3    | Cuba       | Daimí Pernía        | 54 s 51 |
| 4    | États-Unis | Tonja Buford-Bailey | 54 s 55 |
| 5    | Jamaïque   | Debbie-Ann Parris   | 54 s 68 |
| 6    | Roumanie   | Ionela Tirlea       | 55 s 36 |
| 7    | Jamaïque   | Deon Hemmings       | 55 s 83 |
| 8    | États-Unis | Sandra Glover       | 57 s 42 |

## 3 000 m steeple
| Rang | Pays    | Athlète                   | Temps         |
| ---- | ------- | ------------------------- | ------------- |
| 1    | Kenya   | Reuben Kosgei             | 8 min 15 s 16 |
| 2    | Maroc   | Ali Ezzine                | 8 min 16 s 21 |
| 3    | Kenya   | Bernard Barmasai          | 8 min 16 s 59 |
| 4    | Espagne | Luis Miguel Martín        | 8 min 18 s 87 |
| 5    | France  | Bouabdellah Tahri         | 8 min 19 s 56 |
| 6    | Espagne | Antonio Jiménez           | 8 min 19 s 82 |
| 7    | Qatar   | Khamis Abdullah Saifeldin | 8 min 20 s 01 |
| 8    | Kenya   | Raymond Yator             | 8 min 20 s 87 |

## 4 × 100 m relais
| Rang | Pays              | Athlètes                                                                                       | Temps        |
| ---- | ----------------- | ---------------------------------------------------------------------------------------------- | ------------ |
| 1    | Afrique du Sud    | Morne Nagel Corne du Plessis Lee-Roy Newton Matthew Quinn                                      | 38 s 47 (RN) |
| 2    | Trinité-et-Tobago | Marc Burns Ato Boldon Jacey Harper Darrel Brown                                                | 38 s 58 (RN) |
| 3    | Australie         | Matthew Shirvington Paul Di Bella Steve Brimacombe Adam Basil                                  | 38 s 83      |
| 4    | Japon             | Ryo Matsuda Shingo Suetsugu Toshiyuki Fujimoto Nobuharu Asahara                                | 38 s 96      |
| 5    | Côte d'Ivoire     | Jean-Marie Irie Ahmed Douhou Yves Sonan Éric Pacôme N'Dri                                      | 39 s 18      |
| 6    | Pologne           | Ryszard Pilarczyk Łukasz Chyła Piotr Balcerzak Marcin Jędrusiński                              | 39 s 71      |
| -    | Brésil            | Cláudio Roberto Souza Édson Luciano Ribeiro André Domingos da Silva Claudinei Quirino da Silva | DNF          |
| -    | États-Unis        | Mickey Grimes Bernard Williams Dennis Mitchell Tim Montgomery                                  | 37 s 96 DSQ  |

| Rang | Pays        | Athlètes                                                         | Temps   |
| ---- | ----------- | ---------------------------------------------------------------- | ------- |
| 1    | Allemagne   | Melanie Paschke Gabi Rockmeier Birgit Rockmeier Marion Wagner    | 42 s 32 |
| 2    | France      | Sylviane Félix Frédérique Bangué Muriel Hurtis Odiah Sidibé      | 42 s 39 |
| 3    | Jamaïque    | Juliet Campbell Merlene Frazer Beverly McDonald Astia Walker     | 42 s 40 |
| 4    | Nigeria     | Chioma Ajunwa Endurance Ojokolo Mercy Nku Mary Onyali-Omagbemi   | 42 s 52 |
| 5    | Royaume-Uni | Marcia Richardson Sarah Wilhelmy Vernicha James Abiodun Oyepitan | 42 s 60 |
| 6    | Grèce       | Yeoryía Koklóni Effrosíni Patsoú Ólga Kaidantzí Ekateríni Thánou | 43 s 25 |
| 7    | Russie      | Natalya Ignatova Irina Khabarova Marina Kislova Larisa Kruglova  | 43 s 58 |
| 8    | États-Unis  | Kelli White Chryste Gaines Inger Miller Marion Jones             | DSQ     |

## 4 × 400 m relais
| Rang | Pays        | Athlètes | Temps              |
| ---- | ----------- | --- | ------------------ |
| 1    | Bahamas     | Avard Moncur Chris Brown Troy McIntosh Timothy Munnings                                                      | 2 min 58 s 19 (RN) |
| 2    | Jamaïque    | Brandon Simpson Christopher Williams Gregory Haughton Danny McFarlane                                        | 2 min 58 s 39      |
| 3    | Pologne     | Rafal Wieruszewski Piotr Haczek Piotr Dlugosielski Piotr Rysiukiewicz                                        | 2 min 59 s 71      |
| 4    | Brésil      | Valdinei Abilio da Silva Anderson Jorge Oliveira dos Santos Flávio de Oliveira Godoy Sanderlei Claro Parrela | 3 min 01 s 09      |
| 5    | Royaume-Uni | Iwan Thomas Jamie Baulch Timothy Benjamin Mark Richardson                                                    | 3 min 01 s 26      |
| 6    | Espagne     | Eduardo Iván Rodríguez David Canal Antonio Andrés Antonio Manuel Reina                                       | 3 min 02 s 24      |
| 7    | Allemagne   | Marc Alexander Scheer Ruwen Faller Lars Figura Ingo Schultz                                                  | 3 min 03 s 52      |
| DQ   | États-Unis  | Leonard Byrd Antonio Pettigrew Derrick Brew Angelo Taylor                                                    | 2 min 57 s 54      |

| Rang | Pays        | Athlètes                                                             | Temps         |
| ---- | ----------- | -------------------------------------------------------------------- | ------------- |
| 1    | Jamaïque    | Sandie Richards Catherine Scott Debbie-Ann Parris Lorraine Fenton    | 3 min 20 s 65 |
| 2    | Allemagne   | Florence Ekpo-Umoh Shanta Ghosh Claudia Marx Grit Breuer             | 3 min 21 s 97 |
| 3    | Russie      | Irina Rosikhina Yuliya Nosova Anastasiya Kapachinskaya Olesya Zykina | 3 min 24 s 92 |
| 4    | États-Unis  | Jearl Miles-Clark Monique Hennagan Michelle Collins Suziann Reid     | 3 min 26 s 88 |
| 5    | Royaume-Uni | Lee McConnell Helen Frost Natasha Danvers Catherine Murphy           | 3 min 26 s 94 |
| 6    | France      | Francine Landre Anita Mormand Sylvanie Morandais Marie-Louise Bévis  | 3 min 27 s 54 |
| 7    | Pologne     | Aleksandra Pieluzek Grazyna Prokopek Aneta Lemiesz Malgorzata Pskit  | 3 min 27 s 78 |
| 8    | Canada      | Foy Williams Samantha George Danielle Kot LaDonna Antoine            | 3 min 27 s 93 |

## Saut en hauteur
| Rang | Pays      | Athlète            | Hauteur |
| ---- | --------- | ------------------ | ------- |
| 1    | Allemagne | Martin Buss        | 2,36 m  |
| 2    | Russie    | Vyacheslav Voronin | 2,33 m  |
| 2    | Russie    | Yaroslav Rybakov   | 2,33 m  |
| 4    | Russie    | Sergey Klyugin     | 2,30 m  |
| 4    | Suède     | Stefan Holm        | 2,30 m  |
| 6    | Suède     | Staffan Strand     | 2,25 m  |
| 6    | Canada    | Mark Boswell       | 2,25 m  |
| 8    | Canada    | Kwaku Boateng      | 2,25 m  |

| Rang | Pays           | Athlète         | Hauteur |
| ---- | -------------- | --------------- | ------- |
| 1    | Afrique du Sud | Hestrie Cloete  | 2,00 m  |
| 2    | Ukraine        | Inha Babakova   | 2,00 m  |
| 3    | Suède          | Kajsa Bergqvist | 1,97 m  |
| 4    | Bulgarie       | Venelina Veneva | 1,97 m  |
| 5    | Ukraine        | Vita Palamar    | 1,94 m  |
| 6    | Croatie        | Blanka Vlašić   | 1,94 m  |
| 7    | Roumanie       | Monica Iagar    | 1,90 m  |
| 7    | Hongrie        | Dóra Györffy    | 1,90 m  |

## Saut en longueur
| Rang | Pays         | Athlète                 | Distance |
| ---- | ------------ | ----------------------- | -------- |
| 1    | Cuba         | Iván Pedroso            | 8,40 m   |
| 2    | États-Unis   | Savanté Stringfellow    | 8,24 m   |
| 3    | Portugal     | Carlos Calado           | 8,21 m   |
| 4    | États-Unis   | Miguel Pate             | 8,21 m   |
| 5    | Îles Caïmans | Kareem Streete-Thompson | 8,10 m   |
| 6    | Ukraine      | Olexiy Lukashevych      | 8,10 m   |
| 7    | Jamaïque     | James Beckford          | 8,08 m   |
| 8    | États-Unis   | Dwight Phillips         | 7,92 m   |

| Rang | Pays     | Athlète            | Distance    |
| ---- | -------- | ------------------ | ----------- |
| 1    | Italie   | Fiona May          | 7,02 m      |
| 2    | Russie   | Tatyana Kotova     | 7,01 m      |
| 3    | Espagne  | Niurka Montalvo    | 6,88 m      |
| 4    | Hongrie  | Tünde Vaszi        | 6,86 m (RN) |
| 5    | Lettonie | Valentina Gotovska | 6,84 m      |
| 6    | Grèce    | Níki Xánthou       | 6,76 m      |
| 7    | Brésil   | Maurren Maggi      | 6,73 m      |
| 8    | Russie   | Lyudmila Galkina   | 6,70 m      |

## Saut à la perche
| Rang | Pays       | Athlète             | Hauteur     |
| ---- | ---------- | ------------------- | ----------- |
| 1    | Australie  | Dmitri Markov       | 6,05 m (RC) |
| 2    | Israël     | Aleksandr Averbukh  | 5,85 m      |
| 3    | États-Unis | Nick Hysong         | 5,85 m      |
| 4    | Allemagne  | Michael Stolle      | 5,85 m      |
| 5    | France     | Romain Mesnil       | 5,85 m      |
| 6    | Pays-Bas   | Christian Tamminga  | 5,75 m      |
| 6    | Allemagne  | Richard Spiegelburg | 5,75 m      |
| 8    | Pologne    | Adam Kolasa         | 5,75 m      |

| Rang | Pays       | Athlète                | Hauteur      |
| ---- | ---------- | ---------------------- | ------------ |
| 1    | États-Unis | Stacy Dragila          | 4,75 m (RC)  |
| 2    | Russie     | Svetlana Feofanova     | 4,75 m (RC)  |
| 3    | Pologne    | Monika Pyrek           | 4,55 m       |
| 4    | Australie  | Tatiana Grigorieva     | 4,55 m       |
| 5    | Chine      | Shuying Gao            | 4,50 m (RAs) |
| 6    | Islande    | Thórey Edda Elisdóttir | 4,45 m       |
| 7    | Allemagne  | Yvonne Buschbaum       | 4,45 m       |
| 8    | Tchéquie   | Pavla Hamáčková        | 4,45 m       |

## Triple saut
| Rang | Pays        | Athlète             | Distance |
| ---- | ----------- | ------------------- | -------- |
| 1    | Royaume-Uni | Jonathan Edwards    | 17,92 m  |
| 2    | Suède       | Christian Olsson    | 17,47 m  |
| 3    | Russie      | Igor Spasovkhodskiy | 17,44 m  |
| 4    | Cuba        | Yoel García         | 17,40 m  |
| 5    | États-Unis  | Walter Davis        | 17,20 m  |
| 6    | Bermudes    | Brian Wellman       | 16,81 m  |
| 7    | Royaume-Uni | Onochie Achike      | 16,79 m  |
| 8    | Bulgarie    | Rostislav Dimitrov  | 16,72 m  |

| Rang | Pays        | Athlète                | Distance |
| ---- | ----------- | ---------------------- | -------- |
| 1    | Russie      | Tatyana Lebedeva       | 15,25 m  |
| 2    | Cameroun    | Françoise Mbango Etone | 14,60 m  |
| 3    | Bulgarie    | Tereza Marinova        | 14,58 m  |
| 4    | Italie      | Magdelin Martinez      | 14,52 m  |
| 5    | Finlande    | Heli Koivula           | 14,28 m  |
| 6    | Roumanie    | Cristina Nicolau       | 14,17 m  |
| 7    | Royaume-Uni | Ashia Hansen           | 14,10 m  |
| 8    | Jamaïque    | Trecia Smith           | 13,92 m  |

## Lancer du javelot
| Rang | Pays       | Athlète                | Distance     |
| ---- | ---------- | ---------------------- | ------------ |
| 1    | Tchéquie   | Jan Železný            | 92,80 m (RC) |
| 2    | Finlande   | Aki Parviainen         | 91,31 m      |
| 3    | Grèce      | Konstadinós Gatsioúdis | 89,95 m      |
| 4    | États-Unis | Breaux Greer           | 87,00 m      |
| 5    | Allemagne  | Raymond Hecht          | 86,46 m      |
| 6    | Allemagne  | Boris Henry            | 85,52 m      |
| 7    | Russie     | Sergey Makarov         | 83,64 m      |
| 8    | Lettonie   | Eriks Rags             | 82,82 m      |

| Rang | Pays      | Athlète                | Distance     |
| ---- | --------- | ---------------------- | ------------ |
| 1    | Cuba      | Osleidys Menéndez      | 69,53 m (RC) |
| 2    | Grèce     | Miréla Manjani-Tzelíli | 65,78 m      |
| 3    | Cuba      | Sonia Bicet            | 64,69 m      |
| 4    | Tchéquie  | Nikola Tomečková       | 63,11 m      |
| 5    | Allemagne | Steffi Nerius          | 62,08 m      |
| 6    | Finlande  | Mikaela Ingberg        | 61,94 m      |
| 7    | Cuba      | Xiomara Rivero         | 61,60 m      |
| 8    | Grèce     | Aggelikí Tsiolakoúdi   | 61,01 m      |

## Lancer du disque
| Rang | Pays           | Athlète            | Distance     |
| ---- | -------------- | ------------------ | ------------ |
| 1    | Allemagne      | Lars Riedel        | 69,72 m (RC) |
| 2    | Lituanie       | Virgilijus Alekna  | 69,40 m      |
| 3    | Allemagne      | Michael Möllenbeck | 67,61 m      |
| 4    | Russie         | Dmitri Chevtchenko | 67,57 m      |
| 5    | États-Unis     | Adam Setliff       | 66,55 m      |
| 6    | Biélorussie    | Vasiliy Kaptyukh   | 66,25 m      |
| 7    | Hongrie        | Roland Varga       | 65,86 m      |
| 8    | Afrique du Sud | Frantz Kruger      | 65,27 m      |

| Rang | Pays        | Athlète             | Distance |
| ---- | ----------- | ------------------- | -------- |
| 1    | Biélorussie | Ellina Zvereva      | 67,10 m  |
| 2    | Roumanie    | Nicoleta Grasu      | 66,24 m  |
| 3    | Grèce       | Anastasía Kelesídou | 65,50 m  |
| 4    | Allemagne   | Franka Dietzsch     | 65,38 m  |
| 5    | États-Unis  | Seilala Sua         | 63,74 m  |
| 6    | Tchéquie    | Věra Pospíšilová    | 61,47 m  |
| 7    | États-Unis  | Kristin Kuehl       | 61,04 m  |
| 8    | Allemagne   | Anja Mollenbeck     | 60,49 m  |

Natalya Sadova d'abord vainqueur a été par la suite disqualifiée.

## Lancer du poids
| Rang | Pays        | Athlète         | Distance |
| ---- | ----------- | --------------- | -------- |
| 1    | États-Unis  | John Godina     | 21,87 m  |
| 2    | États-Unis  | Adam Nelson     | 21,24 m  |
| 3    | Finlande    | Arsi Harju      | 20,93 m  |
| 4    | Espagne     | Manuel Martínez | 20,91 m  |
| 5    | Yougoslavie | Dragan Peric    | 20,91 m  |
| 6    | Ukraine     | Yuriy Bilonog   | 20,83 m  |
| 7    | Finlande    | Conny Karlsson  | 20,78 m  |
| 8    | Canada      | Bradley Snyder  | 20,63 m  |

| Rang | Pays        | Athlète                 | Distance     |
| ---- | ----------- | ----------------------- | ------------ |
| 1    | Biélorussie | Yanina Korolchik        | 20,61 m (RN) |
| 2    | Allemagne   | Nadine Kleinert-Schmitt | 19,86 m      |
| 3    | Ukraine     | Vita Pavlysh            | 19,41 m      |
| 4    | Russie      | Larisa Peleshenko       | 19,37 m      |
| 5    | Russie      | Irina Korzhanenko       | 19,35 m      |
| 6    | Allemagne   | Astrid Kumbernuss       | 19,25 m      |
| 7    | Biélorussie | Nadezhda Ostapchuk      | 18,98 m      |
| 8    | Cuba        | Yumileidi Cumbá         | 18,73 m      |

## Lancer du marteau
| Rang | Pays        | Athlète           | Distance     |
| ---- | ----------- | ----------------- | ------------ |
| 1    | Pologne     | Szymon Ziolkowski | 83,38 m (RC) |
| 2    | Japon       | Koji Murofushi    | 82,92 m      |
| 3    | Russie      | Ilya Konovalov    | 80,27 m      |
| 4    | Italie      | Nicola Vizzoni    | 80,13 m      |
| 5    | Ukraine     | Andriy Skvaruk    | 79,93 m      |
| 6    | Hongrie     | Balázs Kiss       | 79,75 m      |
| 7    | Biélorussie | Igor Astapkovich  | 79,72 m      |
| 8    | Hongrie     | Tibor Gécsek      | 79,34 m      |

| Rang | Pays        | Athlète            | Distance      |
| ---- | ----------- | ------------------ | ------------- |
| 1    | Cuba        | Yipsi Moreno       | 70,65 m (RAc) |
| 2    | Russie      | Olga Kuzenkova     | 70,61 m       |
| 3    | Australie   | Bronwyn Eagles     | 68,87 m       |
| 4    | Pologne     | Kamila Skolimowska | 68,05 m       |
| 5    | France      | Manuela Montebrun  | 67,78 m       |
| 6    | Royaume-Uni | Lorraine Shaw      | 65,89 m       |
| 7    | France      | Florence Ezeh      | 65,88 m       |
| 8    | Croatie     | Ivana Brkljacic    | 65,43 m       |

## Décathlon/Heptathlon
| Rang | Pays        | Athlète          | Points         |
| ---- | ----------- | ---------------- | -------------- |
| 1    | Tchéquie    | Tomáš Dvořák     | 8 902 pts (RC) |
| 2    | Estonie     | Erki Nool        | 8 815 pts (RN) |
| 3    | Royaume-Uni | Dean Macey       | 8 603 pts      |
| 4    | Hongrie     | Attila Zsivóczky | 8 371 pts      |
| 5    | Russie      | Lev Lobodin      | 8 352 pts      |
| 6    | Tchéquie    | Jiří Ryba        | 8 332 pts      |
| 7    | Allemagne   | Stefan Schmid    | 8 307 pts      |
| 8    | France      | Laurent Hernu    | 8 280 pts      |

| Rang | Pays        | Athlète              | Points    |
| ---- | ----------- | -------------------- | --------- |
| 1    | Russie      | Yelena Prokhorova    | 6 694 pts |
| 2    | Biélorussie | Natalya Sazanovich   | 6 539 pts |
| 3    | États-Unis  | Shelia Burrell       | 6 472 pts |
| 4    | Russie      | Natalya Roshchupkina | 6 294 pts |
| 5    | Allemagne   | Karin Ertl           | 6 283 pts |
| 6    | Lituanie    | Austra Skujytė       | 6 112 pts |
| 7    | États-Unis  | Le Shundra Nathan    | 6 073 pts |
| 8    | Russie      | Irina Belova         | 6 061 pts |